# Spædbørnsdødelighed
Spædbørnsdødelighed er antallet af nyfødte børn pr. år, der dør inden for deres første leveår af 1.000 levendefødte.
Spædbarnsdød omfatter dødsfald af spædbørn fra 22. graviditetsuge og frem til første leveårs udgang. I 2017 var der 231 børn i Danmark der døde før de havde fyldt 1 år. Dødsårsagerne kan være mange og varierer fx fra vuggedød til indre vuggedød, hjertefejl, genetiske sygdomme eller trafikuheld.

## Historisk udvikling

### 1600-tallet
Spædbørnsdødelighed var i ældre tid et alvorligt problem. Således viser en opgørelse over aldersfordelingen ved dødsfald i Vonsild 1685-1708, at 3% af de døde var mindre end et døgn gamle, 3% indtil en uge gamle, 4% indtil en måned gamle og 15% indtil et år gamle, det vil sige at spædbørnsdødfald udgjorde en fjerdedel af samtlige dødsfald i sognet i perioden. I en mere omfattende kirkebogsgennemgang nåede Gustav Bang frem til følgende dødelighed opdelt henholdsvis på drenge og piger samt på købstadssogne og landsogne:
| 17. århundrede       | Købstadssogne |       | Landsogne |       | I alt                 |
|                      | Drenge        | Piger | Drenge    | Piger | I alt drenge og piger |
| -------------------- | ------------- | ----- | --------- | ----- | --------------------- |
| Fødte                | 1512          | 1490  | 4300      | 4149  | 11451                 |
| Døde 1 måned         | 108           | 93    | 355       | 299   | 855                   |
| Døde inden 3 måneder | 75            | 77    | 239       | 250   | 641                   |
| Døde inden 6 måneder | 71            | 76    | 182       | 152   | 481                   |
| Døde inden 1 år      | 59            | 63    | 148       | 118   | 388                   |
| I alt døde første år | 313           | 309   | 924       | 819   | 2355                  |

### Faldende spædbørnsdødelighed med tiden
Ved sine kirkebogsstudier nåede Gustav Bang frem til følgende spædbørnsdødelighed:
| Alder                     | 17. århundrede | 1895-1900 |
| ------------------------- | -------------- | --------- |
| 0-1 måned                 | 7,5%           | 3,9%      |
| 1-3 måneder               | 6,0%           | 2,7%      |
| 3-6 måneder               | 4,8%           | 2,6%      |
| 6 måneder-1 år            | 4,1%           | 3,2%      |
| I alt spædbørnsdødelighed | 22,4%          | 12,4%     |

Det ses heraf, at spædbørnsdødeligheden nærmest blev halveret fra 1600-tallet til år 1900.